# Ultimi pezzi
Ultimi pezzi è il secondo album dei Detonazione pubblicato dalla Tunnel Records nel 1989..

## Tracce
Lato A
1. Pioggia fredda
2. Intermezzo uno
3. Estasi e tiro
4. Intermezzo due
5. Radioactivity/Detoactivity

Lato B
1. Alba rossa
2. Tangeri
3. Swing
4. I confini dell'essere